# Nimbus obliteratus
Nimbus obliteratus är en skalbaggsart som beskrevs av Georg Wolfgang Franz Panzer 1823. Nimbus obliteratus ingår i släktet Nimbus och familjen Aphodiidae. Inga underarter finns listade i Catalogue of Life.